# Phlogophora gamma
Phlogophora gamma är en fjärilsart som beskrevs av Louis Beethoven Prout 1925. Phlogophora gamma ingår i släktet Phlogophora och familjen nattflyn. Inga underarter finns listade i Catalogue of Life.